# Alain Corneau
Alain Corneau (Meung-sur-Loire, 7 agosto 1943 – Parigi, 30 agosto 2010) è stato un regista francese.

## Biografia
Corneau avrebbe voluto fare il musicista jazz ma finì col fare degli studi che lo indirizzarono verso il cinema. Affascinato dal cinema statunitense, ha affrontato, nel corso della sua carriera, un ventaglio di generi abbastanza vasto, dal grande affresco epico di  Fort Saganne alla psicologia intimista di Les mots bleus.
L'inizio della sua carriera è segnato dal genere poliziesco, sposando spesso una costruzione ed una nefandezza considerate come gli omaggi al film noir americano, ma con una profonda analisi della psicologia dei personaggi. Dopo tre successi commerciali, realizza un film molto crudo, Il fascino del delitto, grazie a una perfetta regia degli attori (Patrick Dewaere, Marie Trintignant, Myriam Boyer, Bernard Blier) che ha lasciato il segno nel cinema francese.
Adatta poi un romanzo storico di Louis Gardel, Fort Saganne, e realizza ciò che all'epoca fu il film più costoso del cinema francese. Il film ebbe un grande successo per l'argomento epico e la durata nonostante la difficoltà delle riprese realizzate in gran parte nel deserto della Mauritania.
Cambia radicalmente atmosfera, con Notturno indiano, dall'omonimo romanzo di Antonio Tabucchi: l'India, un cast ed un budget economico, un trattamento intimistico dei personaggi gli permettono di ritornare ai temi dei suoi film precedenti.
Con Tutte le mattine del mondo, dall'omonimo romanzo di Pascal Quignard, in cui la musica è il primo personaggio, incontra un successo di pubblico e di critica forse inatteso, su un argomento un po' austero, la storia di un violista da gamba del XVII secolo trattata senza enfasi e con la buona interpretazione di Jean-Pierre Marielle.
Effettua poi una nuova incursione in un paese straniero, questa volta in Giappone, con un adattamento di Stupore e tremori della scrittrice belga Amélie Nothomb, in cui l'eroina sembra mostrare un'identità più matura ed un migliore inserimento nel suo ambiente naturale rispetto agli eroi dei suoi primi film.
Nel 2004, l'insieme della sua opera cinematografica viene premiato con il Premio René Clair.
Nel 2006, Grégory Marouzé dedica ad Alain Corneau il documentario Alain Corneau, dal nero al blu, che descrive il percorso del cineasta, affronta il suo collocamento in scena, le sue influenze e i suoi temi fondatori.
Muore il 30 agosto 2010 a causa di un tumore polmonare.

## Filmografia
- Le Jazz est-il dans Harlem? (1969)
- France société anonyme (1974)
- Police Python 357 (1976)
- La minaccia (La Menace) (1977)
- Il fascino del delitto (Série noire) (1979)
- Codice d'onore (Le Choix des armes) (1981)
- Fort Saganne (1984)
- Le Môme (1986)
- Médecins des Hommes - episodio Afghanistan Pays Interdit - film per la TV (1988)
- Notturno indiano (Nocturne indien) (1989)
- Contre l'oubli - episodio Ali Muhammad al-Qajiji, Lybie (1991)
- Tutte le mattine del mondo (Tous les matins du monde) (1991)
- Le nouveau monde (1995)
- Les Enfants de Lumière - documentario (1995)
- Lumière and Company (1995)
- Le cousin (1997)
- Il principe del Pacifico (Le Prince du Pacifique) (2000)
- Stupore e tremori (Stupeur et tremblements) (2003)
- Les Mots bleus (2005)
- Le Deuxième souffle (2007)
- Crime d'amour (2010)